# کالیبر ۲۲ خفیف
کالیبر ۲۲ خفیف (انگلیسی: .22 Long Rifle) یا کالیبر ۲۲ ال‌آر (انگلیسی: .22LR) یا کالیبر ۱۵×۵٬۶ میلی‌متر آر (انگلیسی: 5.6×15mmR) یکی از انواع قدیمی فشنگ تفنگ گلوله‌زنی چاشنی لبه‌ای و دیواره مستقیم بدون گلوگاهِ کالیبر ۲۲ است که متعلق به سال ۱۸۸۷ ایالات متحده آمریکا می‌باشد. این فشنگ در طیف گسترده‌ای از سلاح‌ها از جمله تفنگ گلوله‌زنی، اسلحه دستی، هفت‌تیر و مسلسل دستی بکار می‌رود.